# Vận mệnh hoàng gia
Vận mệnh Hoàng gia (The Royal Treatment) là một bộ phim lãng mạn của Mỹ năm 2022 do Rick Jacobson đạo diễn và Holly Hester viết kịch bản. Phim có sự tham gia của Laura Marano trong vai thợ làm tóc Izzy ở Manhattan, người được trao cơ hội làm việc trong đám cưới của Hoàng tử Thomas, do Mena Massoud thủ vai.
Sau khi phát hành vào ngày 20 tháng 1 năm 2022 trên Netflix, Vận mệnh Hoàng gia đã trở thành bộ phim được xem nhiều nhất trong tuần trên dịch vụ phát trực tuyến. Và giữ vị trí số 1 cho các bộ phim toàn cầu trong 2 tuần. Tuy nhiên nó đã nhận được đánh giá tiêu cực từ các nhà phê bình. Hầu hết các diễn viên đều đến từ New Zealand, nơi bộ phim được quay.

## Tóm tắt
Izzy (Isabella) là một thợ làm tóc. Một ngày nọ, lò vi sóng trong tiệm của cô ấy gây hỏa hoạn. Trợ lý của chủ tiệm, Doug, yêu cầu bồi thường thiệt hại nên cô ấy đã đưa số tiền mà cô ấy tiết kiệm được để đi du lịch khắp thế giới.
Hoàng tử của Lavania, Hoàng tử Thomas, yêu cầu trợ lý của mình là Walter lên lịch cắt tóc. Walter gọi nhầm đến tiệm của Izzy, nói với cô ấy rằng cô ấy sẽ được trả 500 đô la cho việc cắt tóc. Izzy đồng ý. Khi cô gặp hoàng tử và bắt đầu cắt tóc cho anh ta, một người quản gia mang trà đến và vô tình làm rơi nó. Izzy khó chịu vì quản gia bị đối xử tệ bạc và bỏ đi mà không cắt tóc cho Hoàng tử. Cô ấy trở lại tiệm, nơi Thomas bước vào để hoàn thành việc cắt tóc. Sau đó, Izzy đồng ý đưa hoàng tử trở lại tàu điện ngầm và cả hai có một buổi tối vui vẻ.
Ngày hôm sau, Thomas, vị hôn thê Lauren và mẹ cô thảo luận về việc thuê ai làm nghệ sĩ trang điểm cho đám cưới. Trợ lý của Hoàng tử Thomas giới thiệu tiệm của Izzy. Tiệm của cô ấy đồng ý và họ đi đến Lavania. Một trợ lý khác, bà Fabre, kiểm tra kỹ năng cắt tóc của họ. Izzy vượt qua nhưng đồng nghiệp của cô ấy thì không nên bà Fabre đã huấn luyện họ. Izzy đi dạo chơi trong thị trấn và Thomas đi cùng cô.
Ngày hôm sau, Thomas nói với gia đình rằng anh ấy muốn làm nhiều hơn nữa cho người dân địa phương. Izzy khuyến khích người dân địa phương quyên góp cho những đứa trẻ kém may mắn hơn bằng cách để đồ ở cổng lâu đài. Lauren nói với Thomas rằng cô ấy muốn một phần tài sản mới của họ dành cho studio làm việc của cô ấy. Thomas tìm thấy nhà bảo vệ đầy đồ chơi tặng cho trẻ em. Izzy và Thomas chở đồ chơi và một số đồ nội thất hoàng gia đến trại trẻ mồ côi.
Mẹ của Lauren nhận thấy Thomas và Izzy ngày càng thân thiết. Lauren không quan tâm, và nói rằng cô ấy thà tập trung vào ý tưởng kinh doanh của mình hơn là kết hôn với một người mà cô ấy hầu như không biết. Khi một bức ảnh của họ xuất hiện trên báo, Izzy được yêu cầu rời đi. Người ta tiết lộ rằng lý do tại sao Nhà vua và Hoàng hậu muốn Thomas kết hôn với Lauren là vì gia đình cô ấy có thể giúp họ thoát khỏi nợ nần.
Vào ngày cưới, Walter nói với Thomas rằng anh biết Thomas yêu Izzy. Thomas nói với Lauren rằng anh ấy không thể cưới cô ấy. Cô ấy yên tâm vì cô ấy cũng không muốn kết hôn. Izzy quay lại và phát hiện ra rằng có một đám cháy lớn trong tiệm. Khi Doug đến đòi tiền, cô ấy nói với anh ấy rằng cô ấy đã nói chuyện với chủ sở hữu, người này đã mong đợi Doug mua lại tiệm tóc này vào năm ngoái. Gia đình họ lên kế hoạch tân trang lại tiệm nhưng Izzy nói với họ rằng cô ấy không muốn làm việc ở tiệm nữa, thay vào đó chọn quản lý của một nhà văn hóa địa phương.
Hoàng tử Thomas cưỡi ngựa đến nhà Izzy và thổ lộ tình cảm của mình với cô. Bộ phim kết thúc với cảnh họ đi mua kem gelato trên lưng ngựa.

## Diễn viên
- Laura Marano trong vai Isabella "Izzy"[1]: chủ tiệm làm tóc Bellissime
- Mena Massoud trong vai Hoàng tử Thomas của xứ Lavania[1]
- Chelsie Preston-Crayford trong vai Destiny: nhân viên tiệm làm tóc Bellissime
- Grace Bentley-Tsibuah trong vai Lola: nhân viên tiệm làm tóc Bellissime
- Cameron Rhodes trong vai Walter: người hầu cận của Hoàng tử Thomas
- Jay Simon trong vai Doug: trợ lý của chủ cho thuê tiệm tóc
- Sonia Gray trong vai Madame Fabre: tổng quản người hầu
- Elizabeth Hawthorne trong vai Nonna: bà của Isabella
- Amanda Billing trong vai Valentina: mẹ của Isabella
- James Gaylyn trong vai Nate
- Paul Norell trong vai Vua John: bố của Hoàng tử Thomas
- Teuila Blakely trong vai Nữ hoàng Catherine: dì của Hoàng tử Thomas
- Jacque Drew trong vai Ruth LaMott: mẹ Lauren
- Phoenix Connolly trong vai Lauren LaMott: người đính hôn với Hoàng tử Thomas
- Matthew E. Morgan	trong vai Buddy LaMott: bố Lauren
- Kube Jones-Neill trong vai Mrs. Johnson: bà chủ tiệm báo
- Talia Lesser	trong vai Rochelle
- Aislinn Furlong trong vai Petra: người hầu tại pháo đài
- Taylor Barrett trong vai Francis: nhân viên chuồng ngựa
- Abby Howells trong vai Abigail: nhân viên phòng bếp
- Theanne Bulatao trong vai Clara: nhân viên phòng bếp
- Siale Tunoka trong vai Everett: lính gác cổng
- Ivie Kupenga trong vai Esme: em bé ở thị trấn bên kia đường tàu
- Jen Van Epps trong vai Jane: cô giáo ở thị trấn bên kia đường tàu
- Peter Chin trong vai Mr. Cho: ông hàng xóm cạnh tiệm cắt tóc
- Julie Edwards trong vai Mrs. Cortez
- Ivan Stojanov trong vai August
- An Xin Chang trong vai Cesar

## Sản xuất
Phim bắt đầu quay ở cả Dunedin và Oamaru ở New Zealand vào tháng 2 năm 2021. Quá trình sản xuất phim có sự tham gia của 30 diễn viên, 100 diễn viên phụ và một đoàn làm phim lớn. Các địa điểm quay phim đáng chú ý bao gồm Phố Vogel (đại diện cho Thành phố New York), Khách sạn Fable Dunedin, Lâu đài Larnach và Ngôi nhà Lịch sử Olveston (hai ngôi nhà sau đại diện cho dinh thự hoàng gia Lavania), Bán đảo Otago, Tòa nhà Đăng ký của Đại học Otago và khu vực thời Victoria của Oamaru.
Phim được phát hành vào ngày 20 tháng 1 năm 2022, trên Netflix. Nó đạt vị trí số 1 trên Netflix trong tuần đầu phát hành.

## Đánh giá
Trên trang web tổng hợp phê bình Rotten Tomatoes, 35% trong số 17 bài phê bình của các nhà phê bình là tích cực, với điểm trung bình là 4,20/10 Metacritic, sử dụng thang điểm 100, đã cho bộ phim số điểm 36 trên 100, dựa trên 5 nhà phê bình, cho thấy "các bài đánh giá nhìn chung không thuận lợi".